# 帕烏洞

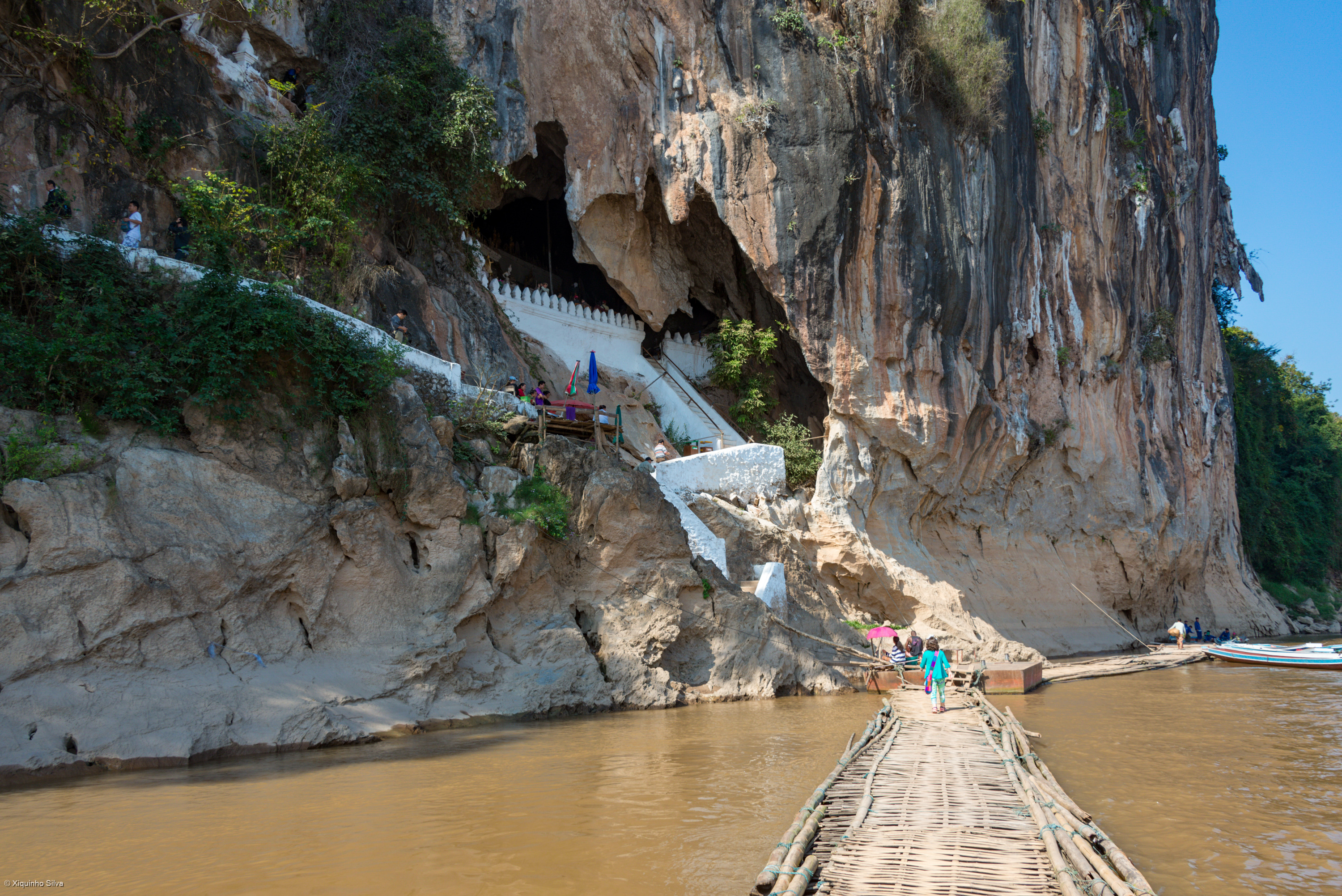
帕烏洞入口处

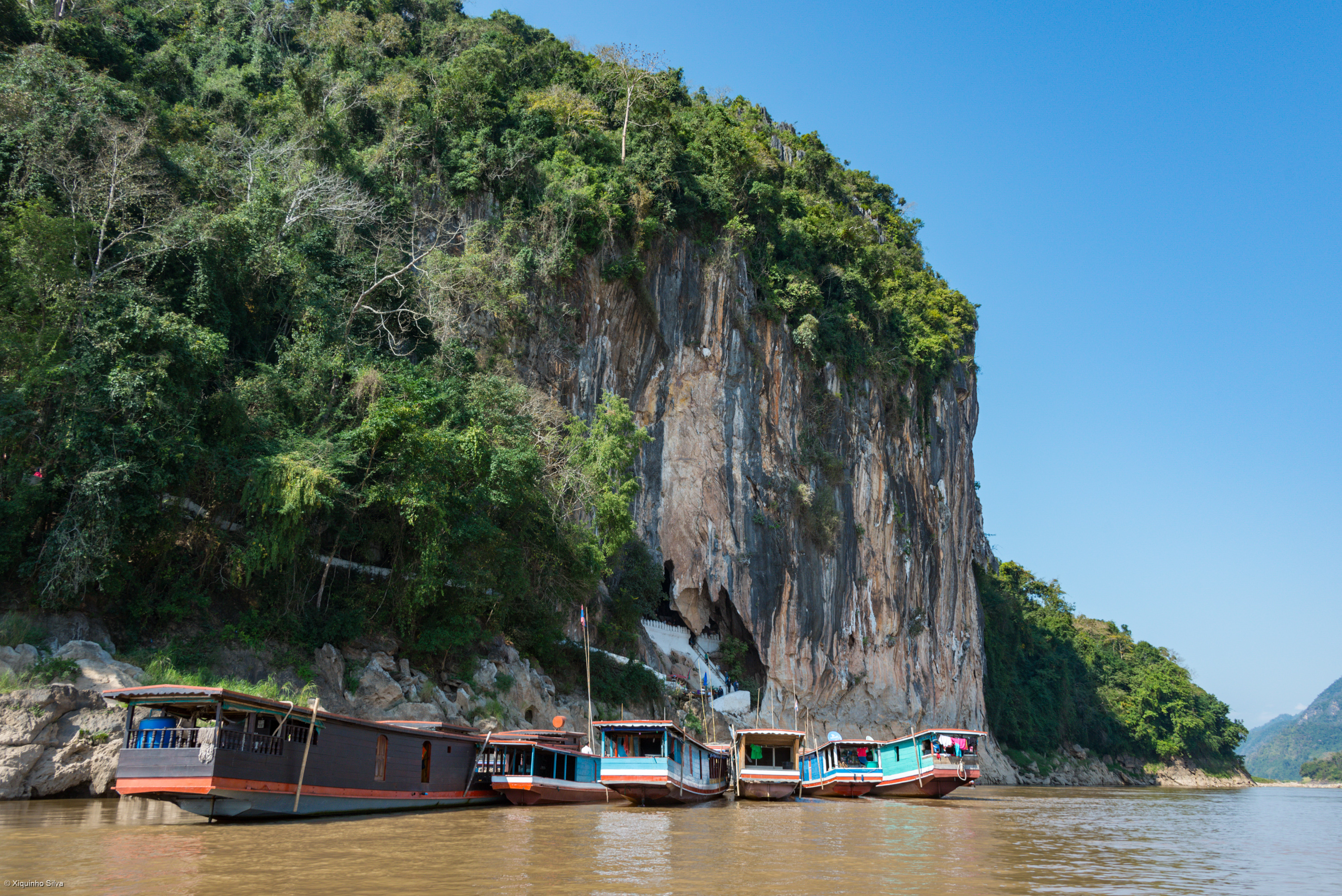
湄公河观望帕烏洞

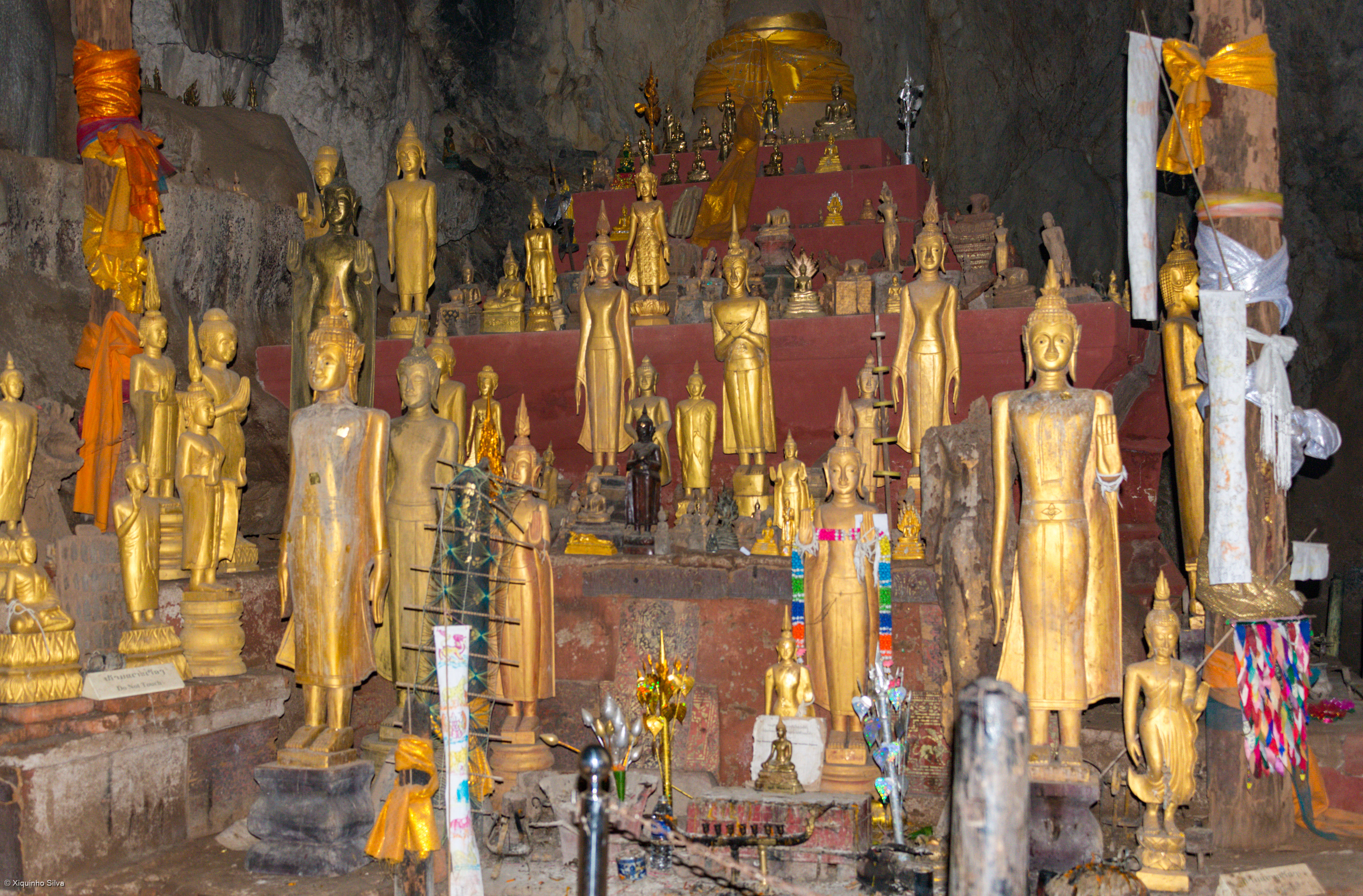
帕烏洞内低洞的佛像

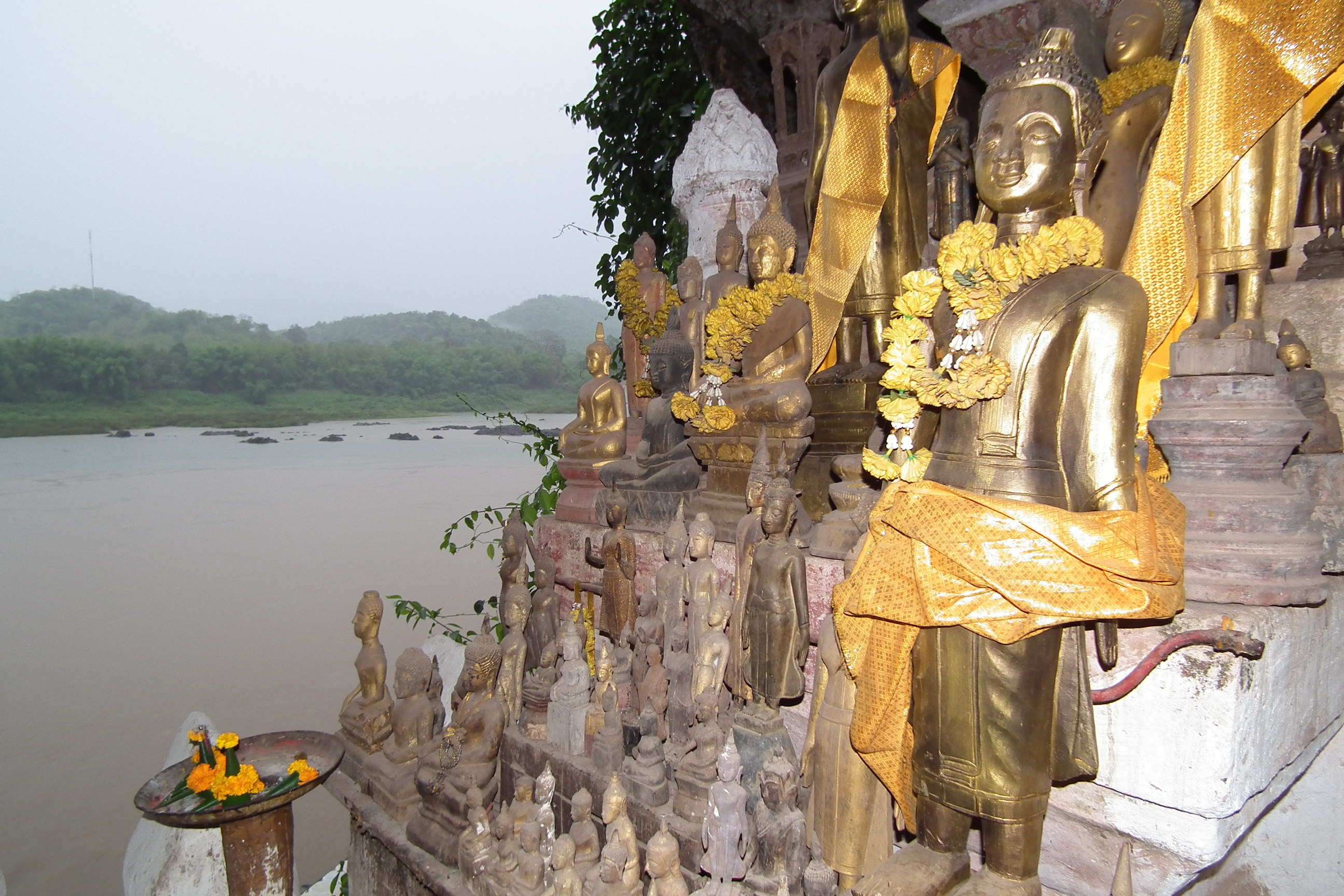
帕烏洞向往低洞的台阶望向湄公河

帕烏洞（英語：Pak Ou），是老撾琅勃拉邦以北25公里處湄公河岸上兩個供奉佛像洞穴的稱呼，現在成為一個旅遊點。
這個洞穴收藏了很多木製小型佛像，很多都有損傷，但不能隨意棄置因此安放在這里。他們有多不同的姿態，包括冥想，教學，涅槃。